# Charles Granville Bruce
Charles Granville Bruce (Londra, 7 aprile 1866 – Londra, 12 luglio 1939) è stato un generale, esploratore e alpinista britannico.
Condusse due spedizioni all'Everest e fu presidente dell'Alpine Club.

## Biografia
Charles Granville Bruce nacque a Londra il 7 aprile 1866. Il padre, Henry Bruce, era un influente politico, e fu in seguito Segretario di Stato per gli Affari Interni. La famiglia risiedeva tra il Galles e Londra.
Lasciò presto gli studi per intraprendere la carriera militare; entrato in fanteria servì in Gran Bretagna e in India, per poi entrare nel 5º Reggimento Fucilieri Gurkha, nel quale servì per buona parte della sua carriera. Di stanza ad Abbottabad, partecipò a diverse campagne nella zona di frontiera dei territori britannici, guadagnando diversi riconoscimenti; nel 1891, inoltre, si recò a Torino, dove studiò l'equipaggiamento degli Alpini.
Nel 1892 accompagnò una spedizione scientifica di Martin Conway in Karakorum; approfittò dell'occasione per compiere numerose ascensioni, tra le quali il Pioneer Peak (6890 m). L'anno successivo accompagnò Francis Younghusband in Hindu Kush, mentre nel 1895 fu con Albert Frederick Mummery durante la sua spedizione al Nanga Parbat; un attacco di orecchioni gli impedì di partecipare all'ultimo assalto, nel quale trovarono la morte Mummery e due portatori Gurkha.
Appassionatosi allo studio delle lingue nepalesi e all'alpinismo, Bruce istruì e addestrò per anni un corpo di Scout inquadrato nel suo reggimento, destinato a coprire i movimenti del reggimento dalle alture circostanti. Il 12 settembre 1894 sposò Finetta Madeline Julia, che lo accompagnò in molti dei suoi viaggi e scrisse alcuni capitoli dei suoi resoconti; il loro unico figlio morì in tenera età in Himalaya. Nel 1905 progettò con Younghusband una spedizione all'Everest; andò in Nepal per i preparativi, ma la situazione politica lo costrinse a rinunciare. Due anni dopo fu in Garwhal con Longstaff e Mumm, ma un infortunio al ginocchio gli impedì di raggiungere la cima del Trisul.
Alla vigilia della prima guerra mondiale il suo reparto entrò a far parte della 29ª Brigata indiana, che respinse vittoriosamente l'attacco dell'esercito ottomano al Canale di Suez. Tre mesi dopo partecipò alla campagna di Gallipoli, nel corso della quale si trovò a comandare due battaglioni Gurkha; Bruce fu gravemente ferito nelle ultime fasi della battaglia del 5 luglio, e riprese servizio solo l'anno successivo, promosso per merito al grado di colonnello prima, e a quello di brigadiere generale in seguito. Nelle ultime fasi della guerra ebbe il comando delle operazioni nel nord del Waziristan. Partecipò in seguito, nel 1919, alla terza guerra anglo-afghana, ottenendo due menzioni nei dispacci.
Quando il Tibet accordò il permesso d'entrata alla prima spedizione britannica all'Everest, Bruce non poté partecipare per i suoi impegni militari. Fu posto invece a capo della seconda spedizione, nella quale furono preziose le sue conoscenze, le sue capacità organizzative e la sua confidenza con i Gurkha, portati da lui come aiutanti; l'esperienza si concluse con il raggiungimento da parte di tre componenti della quota di 8310 m, la più alta toccata fino ad allora. Due anni dopo fu posto nuovamente al comando di una nuova spedizione, ma contrasse la malaria poco prima di partire. Ammalatosi durante la marcia all'Everest, fu costretto a lasciare il comando al colonnello Edward Felix Norton.
Tra il 1923 e il 1925 ricoprì la carica di presidente dell'Alpine Club. Dopo la morte della moglie nel 1932 scrisse un'autobiografia, Hymalayan Wanderer. Morì a Londra il 12 luglio 1939.

## Ascendenza
|                                |               |                                | Genitori                            |  |  | Nonni |  |  | Bisnonni    |  |  | Trisnonni    |  |
|                                |               |                                |                                     |  |  |       |  |  | John Knight |  |  | James Knight |  |
|                                |               |                                |                                     |  |  |       |  |  | John Knight |  |  | James Knight |  |
|                                |               | Jane Wharton                   |                                     |  |  |       |  |  | John Knight |  |  |              |  |
| John Bruce Pryce               |               |                                |                                     |  |  |       |  |  | John Knight |  |  |              |  |
|                                |               | Margaret Bruce                 | William Bruce                       |  |  |       |  |  |             |  |  |              |  |
|                                |               | Margaret Bruce                 | William Bruce                       |  |  |       |  |  |             |  |  |              |  |
|                                |               | Margaret Bruce                 | Jane Lewis                          |  |  |       |  |  |             |  |  |              |  |
| Henry Bruce, I barone Aberdare |               | Margaret Bruce                 |                                     |  |  |       |  |  |             |  |  |              |  |
|                                |               | Hugh Williams Austin           | Thomas Austin                       |  |  |       |  |  |             |  |  |              |  |
|                                |               | Hugh Williams Austin           | Thomas Austin                       |  |  |       |  |  |             |  |  |              |  |
|                                |               | Hugh Williams Austin           | Mary Austin Williams                |  |  |       |  |  |             |  |  |              |  |
| Sarah Austin                   |               | Hugh Williams Austin           |                                     |  |  |       |  |  |             |  |  |              |  |
|                                |               | Sarah Cookson                  | …                                   |  |  |       |  |  |             |  |  |              |  |
|                                |               | Sarah Cookson                  | …                                   |  |  |       |  |  |             |  |  |              |  |
|                                |               | Sarah Cookson                  | …                                   |  |  |       |  |  |             |  |  |              |  |
| Charles Granville Bruce        |               | Sarah Cookson                  |                                     |  |  |       |  |  |             |  |  |              |  |
|                                | George Napier | Francis Napier, VI lord Napier |                                     |  |  |       |  |  |             |  |  |              |  |
|                                | George Napier | Francis Napier, VI lord Napier |                                     |  |  |       |  |  |             |  |  |              |  |
|                                | George Napier | Henrietta Mary Hope            |                                     |  |  |       |  |  |             |  |  |              |  |
| William Francis Patrick Napier | George Napier |                                |                                     |  |  |       |  |  |             |  |  |              |  |
|                                |               | Sarah Lennox                   | Charles Lennox, II duca di Richmond |  |  |       |  |  |             |  |  |              |  |
|                                |               | Sarah Lennox                   | Charles Lennox, II duca di Richmond |  |  |       |  |  |             |  |  |              |  |
|                                |               | Sarah Lennox                   | Sarah Cadogan                       |  |  |       |  |  |             |  |  |              |  |
| Norah Creina Blanche Napier    |               | Sarah Lennox                   |                                     |  |  |       |  |  |             |  |  |              |  |
|                                |               | Henry Edward Fox               | Henry Fox, I barone Holland         |  |  |       |  |  |             |  |  |              |  |
|                                |               | Henry Edward Fox               | Henry Fox, I barone Holland         |  |  |       |  |  |             |  |  |              |  |
|                                |               | Henry Edward Fox               | Georgiana Lennox                    |  |  |       |  |  |             |  |  |              |  |
| Caroline Amelia Fox            |               | Henry Edward Fox               |                                     |  |  |       |  |  |             |  |  |              |  |
|                                |               | Marianne Clayton               | William Clayton                     |  |  |       |  |  |             |  |  |              |  |
|                                |               | Marianne Clayton               | William Clayton                     |  |  |       |  |  |             |  |  |              |  |
|                                |               | Marianne Clayton               | Maria Eliza Catherine Lloyd         |  |  |       |  |  |             |  |  |              |  |
|                                |               | Marianne Clayton               |                                     |  |  |       |  |  |             |  |  |              |  |